# Мизомелы
Мизомелы, или кардиналовые медососы (лат. Myzomela),  — род воробьиных птиц из семейства медососовых (Meliphagidae), является самым крупным родом в этом семействе.

## Описание
Имеют яркоокрашенное оперение.

## Распространение
Представители рода встречаются в Уоллесии, Новой Гвинее, Австралии и Меланезии. Отдельные виды рода часто являются эндемиками какого-либо одного острова.

## Систематика
В 1975 году австралийский орнитолог Ричард Шодд предпринял попытку классифицировать медососовых, разделив их на две ветви. При этом он затруднился отнести род Myzomela и некоторые другие роды к одной из этих ветвей. 

### Классификация
Международный союз орнитологов относит к роду 40 видов:
- Myzomela adolphinae Salvadori, 1876 — Горная мизомела
- Myzomela albigula Hartert, 1898 — Белогорлая мизомела
- Myzomela batjanensis Hartert, EJO, 1903
- Myzomela blasii (Salvadori, 1882) — Амбоинская мизомела
- Myzomela boiei (S. Müller, 1843)
- Myzomela caledonica W. A. Forbes, 1879
- Myzomela cardinalis (J. P. Gmelin, 1788) — Кардиналовая мизомела, или кардиналовый медосос
- Myzomela chermesina G. R. Gray, 1846 — Ротумская мизомела
- Myzomela chloroptera Walden, 1872
- Myzomela cineracea P. L. Sclater, 1879 — Серая мизомела
- Myzomela cruentata A. B. Meyer, 1874 — Кровавокрасная мизомела
- Myzomela dammermani Siebers, 1928
- Myzomela eichhorni Rothschild & Hartert, 1901 — Краснопоясничнвя мизомела
- Myzomela eques (R. Lesson & Garnot, 1827) — Красногорлая мизомела
- Myzomela erythrina Ramsay, EP, 1877
- Myzomela erythrocephala Gould, 1840 — Красноголовая мизомела
- Myzomela erythromelas Salvadori, 1881 — Огненноголовая мизомела
- Myzomela irianawidodoae Prawiradilaga et al., 2017
- Myzomela jugularis Peale, 1849 — Оранжевогрудая мизомела
- Myzomela kuehni Rothschild, 1903 — Ветарская мизомела
- Myzomela lafargei Pucheran, 1853 — Бугенвильская мизомела
- Myzomela longirostris Mayr & Rand, 1935
- Myzomela malaitae Mayr, 1931 — Малаитская мизомела
- Myzomela melanocephala (E. P. Ramsay, 1879) — Черноголовая мизомела
- Myzomela nigrita G. R. Gray, 1858 — Чёрная мизомела
- Myzomela obscura Gould, 1843 — Тёмная мизомела
- Myzomela pammelaena P. L. Sclater, 1877
- Myzomela prawiradilagae Irham et al., 2019
- Myzomela pulchella Salvadori, 1891 — Красивая мизомела
- Myzomela rosenbergii Schlegel, 1871 — Чёрно-красная мизомела
- Myzomela rubratra (R. Lesson, 1827) — Огненная мизомела
- Myzomela rubrobrunnea Meyer, AB, 1874
- Myzomela rubrotincta Salvadori, 1878
- Myzomela sanguinolenta (Latham, 1801) — Алая мизомела
- Myzomela sclateri W. A. Forbes,  1879 — Мизомела-красношейка
- Myzomela simplex Gray, GR, 1861
- Myzomela tristrami E. P. Ramsay, 1881 — Мизомела Тристрама
- Myzomela vulnerata (S. Müller, 1843) — Трёхцветная мизомела
- Myzomela wahe Rheindt et al., 2020
- Myzomela wakoloensis H. O. Forbes, 1883

- Красноголовая мизомела
- Огненная мизомела
- Алая мизомела